# La Mari (miniserie)
La Mari es una producción de In Vitro Films, Canal Sur y TV3 sobre la emigración andaluza a Cataluña en los setenta.
Posteriormente se grabó una segunda parte, La Mari 2.

## Datos
La película está dirigida por Jesús Garay, y en ella actúan Ana Fernández (protagonista, "La Mari"), Ramón Madaula, Carlos Hipólito, María Galiana, Antonio Dechent, Salvador Cano, Eric Cano, Rosa Novell y Ruth Gabriel entre otros.